# 達爾富爾蘇丹國
達爾富爾蘇丹國（阿拉伯語：سلطنة دارفور）是17世紀中葉由富爾人庫賈拉部落酋長蘇萊曼·薩隆在今蘇丹共和國達爾富爾地區建立的伊斯蘭君主國。1874年10月被埃及赫迪夫國加扎勒河省總督阿勒-祖拜爾·拉赫瑪·曼蘇爾帕夏率軍隊攻佔，1898年在阿里·迪納爾的領導下，於馬赫迪戰爭中再次復國，直到1916年，英国征服蘇丹地區後徹底滅亡。